# Polskie Radio dla Ukrainy
Polskie Radio dla Ukrainy (ukr. Польське радіо для України) – program specjalny Polskiego Radia, publiczna polska stacja radiowa nadająca w języku ukraińskim na falach średnich i krótkich, na multipleksie DAB+, na stronie internetowej i w aplikacji Polskiego Radia, a także satelitarnie.

## Historia
Polskie Radio dla Ukrainy – stacja o profilu informacyjno-publicystyczno-muzycznym adresowana do Ukraińców w Polsce. Utworzono ją na bazie istniejącej od 1991 roku Sekcji Ukraińskiej Polskiego Radia dla Zagranicy.
Polskie Radio dla Ukrainy rozpoczęło nadawanie 17 marca 2022 roku. Wcześniej, od 24 lutego 2022 roku, dziennikarze Sekcji Ukraińskiej prowadzili specjalne wydania serwisów informacyjnych po ukraińsku na Pierwszym i Trzecim programach Polskiego Radia.
Od 17 marca 2022 roku do 17 września 2022 roku czas antenowy Polskiego Radia dla Ukrainy wynosił 12 godzin na dobę, a od 1 stycznia 2023 roku wynosi 14 godzin na dobę. Audycje nadawane są od godziny 9:00 do 23:00.
Rozgłośnia adresowana jest przede wszystkim do Ukraińców w Polsce i na Ukrainie. Do najważniejszych tematów poruszanych przez stację należą sytuacja ukraińskich uchodźców w Polsce (np. kwestie konsularne i prawne, trudności adaptacyjne i opieka medyczna), współpraca ukraińsko-polska, polskie wsparcie dla walczącej Ukrainy, a także wyjaśnianie Ukraińcom polskiego punktu widzenia oraz popularyzacja języka i kultury polskiej wśród Ukraińców.
Działalność Polskiego Radia dla Ukrainy została doceniona m.in. przez Sztab Generalny Sił Zbrojnych Ukrainy i Ukraińską Radę Telewizji i Radiofonii.

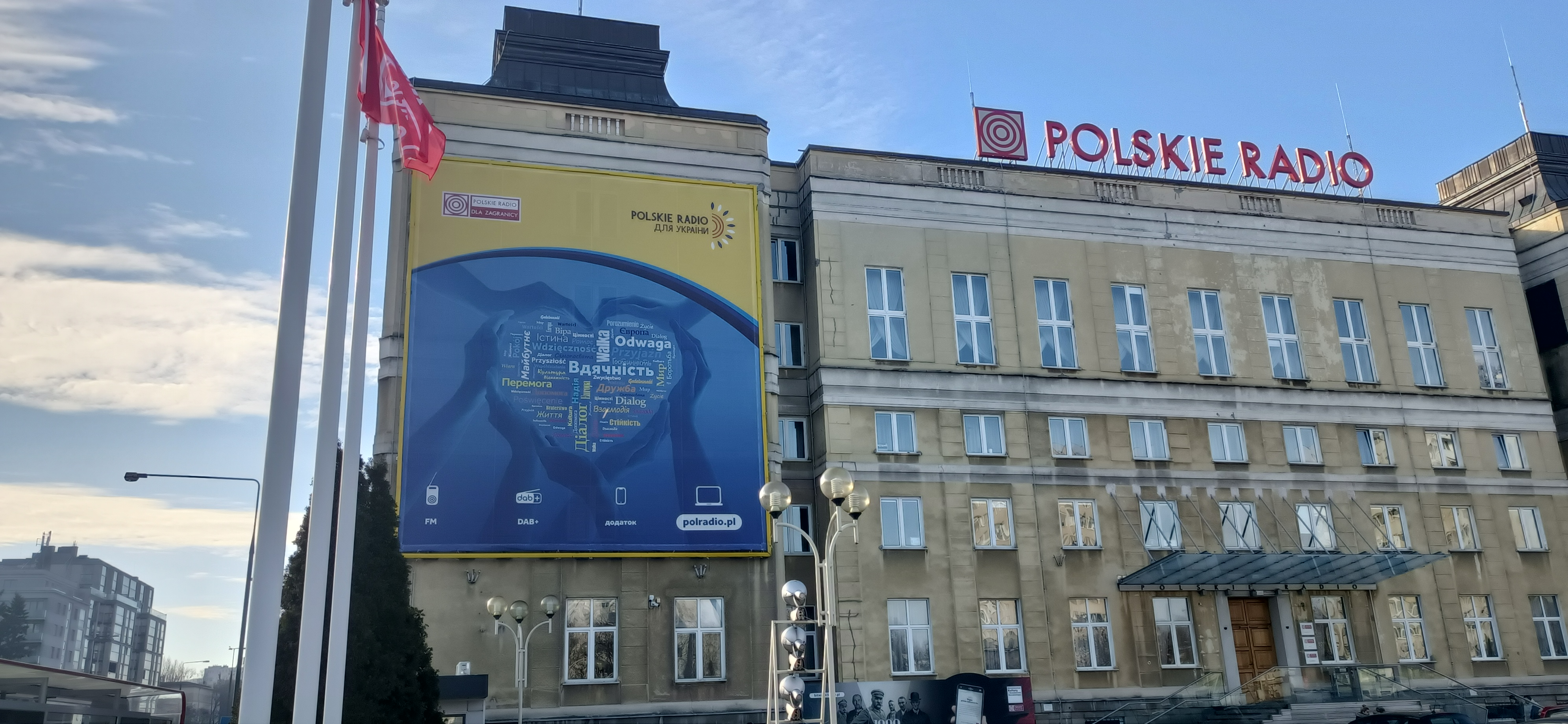
Budynek Polskiego Radia w Warszawie z megaboardem Polskiego Radia dla Ukrainy, 24 lutego 2023 roku.